# Fabuland
Fabuland was een productlijn van de Deense speelgoedfabrikant LEGO, die liep van 1979 tot en met 1989. De Fabulandwereld wordt bewoond door antropomorfische dieren, die ieder een functie in het sociale leven hebben.
Het was het eerste Lego-thema dat tevens in een serie boekjes, kleding en zelfs een klei-animatieserie (Edward and Friends genaamd) werd verwerkt.

## Setting
Fabuland was gericht op kinderen in de leeftijd van twee tot zes jaar en was bedoeld om het gat op te vullen tussen Duplo voor peuters en de gewone Lego-sets voor grotere kinderen. Deze lijn richtte zich op de belevingswereld van zowel jongens als meisjes en moedigt het bedenken van verhaallijnen aan. De figuurtjes waren duidelijk van elkaar te onderscheiden. Het waren verschillende dieren, die allemaal een naam en eigen functie hadden. Zoals bijvoorbeeld, Edward Olifant en Dokter Hond. Er werden verschillende boeken uitgegeven waarin de figuren avonturen met elkaar beleven.

## Product
De bouwstenen waren groter en specifieker dan de standaard Legostenen maar de maatvoering was wel hetzelfde als van Lego waardoor deze wel gecombineerd en op elkaar geklikt konden worden. Ook de figuren, die allemaal antropomorfe dieren waren, waren groter dan de Lego-figuren maar kleiner dan die van Duplo. Fabuland was onderscheidend door haar vriendelijke stijl, en typische huizen, meubels en auto’s.
Een aantal personages verscheen in meerdere sets. De sets bevatten het karakter en een aantal voorwerpen. Bij de grotere sets, die bijvoorbeeld een gebouw bevatten, werd tevens een verhaal toegevoegd.

## Einde
In 1989 werd de Fabulandlijn stopgezet. Een aantal van de karakteristieke Fabulandblokken werden later herbruikt in de productlijnen van o.a. Lego Mickey Mouse, LEGO Harry Potter en Lego Friends. Fabuland werd ook genoemd in The LEGO Movie uit 2014.